# Neuvy-sur-Loire
Neuvy-sur-Loire település Franciaországban, Nièvre megyében. Lakosainak száma 1428 fő (2022. január 1.). Neuvy-sur-Loire Belleville-sur-Loire, Sury-près-Léré, Beaulieu-sur-Loire, Bonny-sur-Loire, Thou, Annay és La Celle-sur-Loire községekkel határos.

## Népesség
A település népességének változása:
| Lakosok száma | 1505 | 1492 | 1499 | 1438 | 1423 | 1410 | 1393 | 1410 | 1428 |
|               | 2013 | 2015 | 2016 | 2017 | 2018 | 2019 | 2020 | 2021 | 2022 |